# Гвардия Сербии

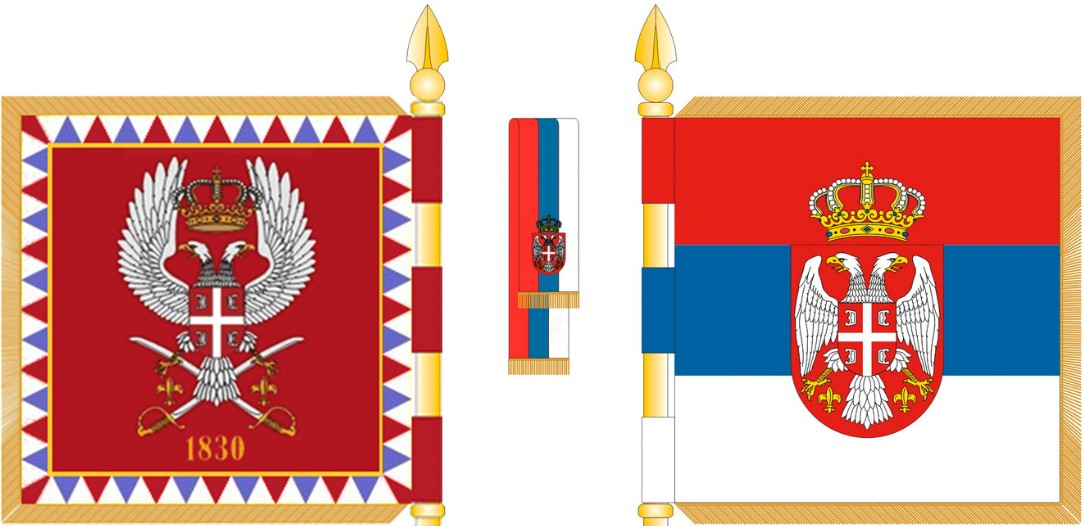
Флаг Гвардии Сербии

Гвардия Сербии (серб. Гарда Војске Србије) — подразделение в составе Вооруженных сил Сербии, ранга бригады. Гвардия Сербии непосредственно подчинена Генеральному штабу сербской армии. Гвардия должна охранять важные объекты системы обороны и выполнять функции почетного караула. Также в интересах Министерства обороны и Генерального штаба Гвардия выполняет задачи военной полиции и логистической поддержки. Дислоцируется в Белграде. Отсчитывает свою историю с 1830 года, в текущем виде существует с 2006 года.

## История сербской гвардии
Современная сербская гвардия продолжает почти двухвековые традиции гвардейских частей в Сербии. Первое гвардейское подразделение в Сербии было сформировано в 1830 году по распоряжению князя Милоша Обреновича. Из первой группы молодых людей численностью в 73 человека, отобранных для службы в Гвардии, была сформирована пехотная рота. Уже в первый день службы они были отправлены на учебу в гвардейскую школу ради изучения письма и математики.
Восемь лет спустя, 12 мая 1838 года, Гвардия получила правовой статус благодаря специальному указу князя Милоша. Тогда она впервые была награждена и с тех пор этот день отмечен на знамени Гвардии. В 1883 году Гвардия была преобразована в Королевскую гвардию. С того года и вплоть до настоящего времени командующий Гвардией является и адъютантом главы государства.
В годы Первой мировой войны бойцы Гвардии участвовали во всех важнейших сражениях. Во время отступления через Албанию они на руках несли короля Петра по заснеженным перевалам.
В годы Второй мировой войны 1 ноября 1944 года партизанами НОАЮ на основе Охранного батальона Верховного штаба НОАЮ была сформирована Гвардейская бригада Югославской Народной Армии.
Во время распада Югославии в 1991 году гвардейская механизированная дивизия приняла участие в битве за Вуковар и в боях в Восточной Славонии. Она сыграла важную роль в этих событиях, став своего рода ударной силой ЮНА на этом направлении.
Современная Гвардия Сербии была сформирована в ходе преобразования Гвардейской бригады 30 ноября 2006 года.
Участвовала в двух Парадах Победы на Красной Площади в Москве — в 2015 и 2020 годах и в параде Победы китайского народа в войне Сопротивления против Японии в Пекине в 2015 году.

## Задачи
- подготовка подразделений и их плановое применение
- обеспечение безопасности различных лиц
- организация и исполнение военного протокола
- управление резиденциальными объектами

## Структура
- Командование
- Командный батальон
- Гвардейский батальон
- 25-й батальон военной полиции
- Батальон снабжения
- Объекты особого назначения
- Репрезентативные объекты

## Командующие с 2006 года
- полковник, позже бригадный генерал Горан Радованович (2006—2011)[2]
- полковник, позже генерал-майор Миломир Тодорович[2] (2011—2021)
- бригадный генерал Никола Деянович (25 февраля 2022[3] — 4 апреля 2024)[4]
- бригадный генерал Желько Фурунджич (с 4 апреля 2024)[4]

## Галерея

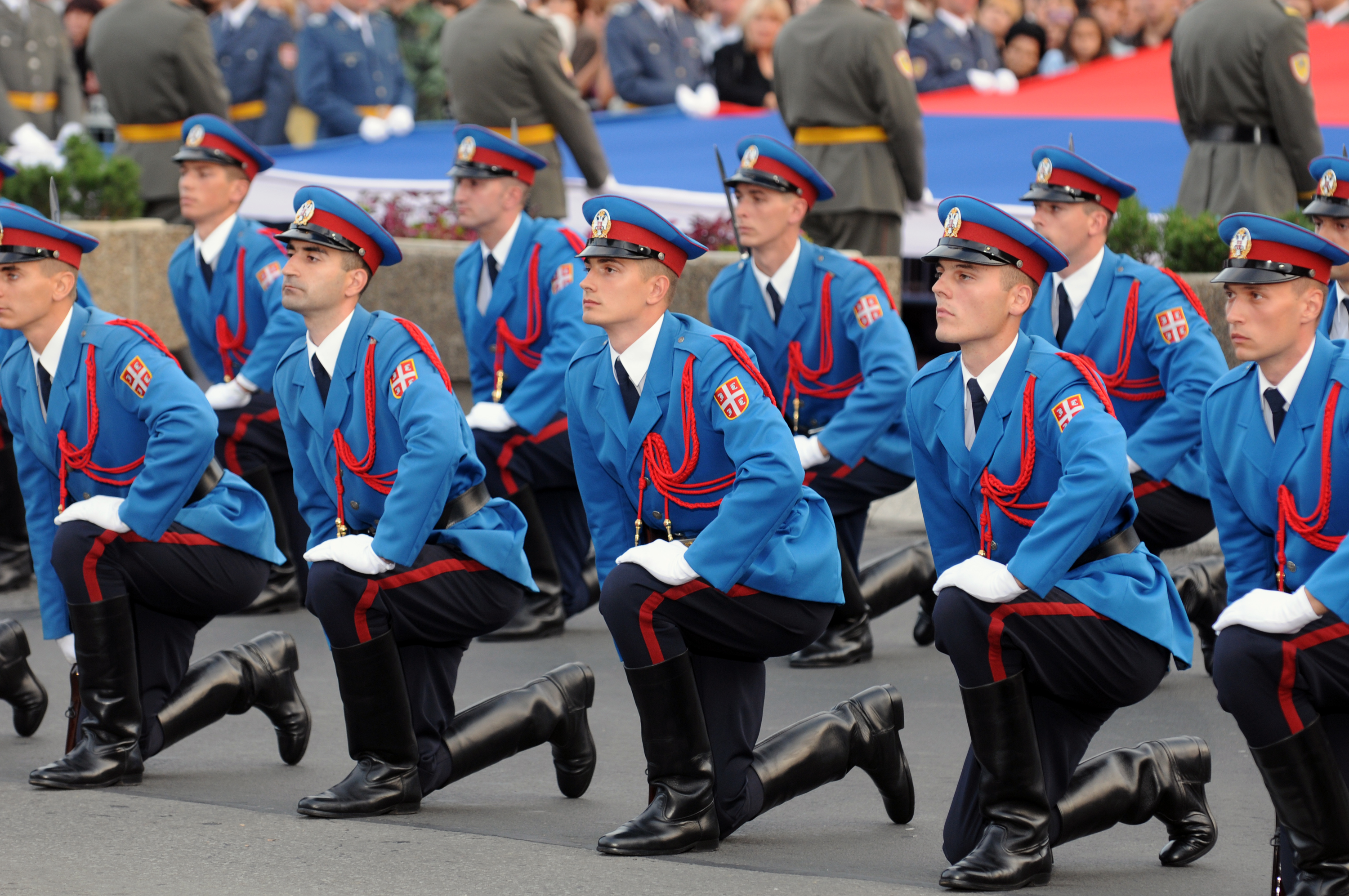
Гвардия
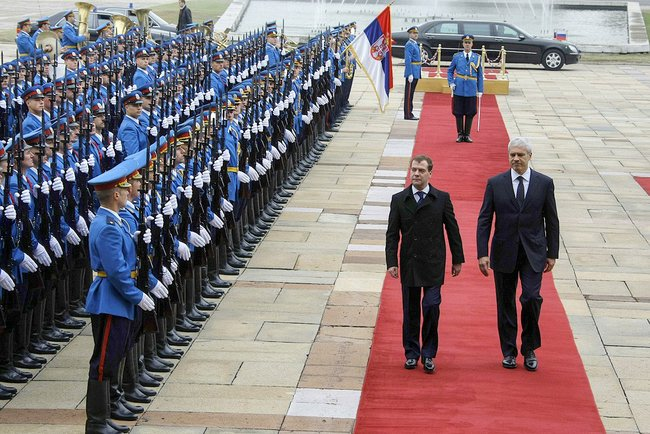
Дмитрий Медведев и Борис Тадич перед строем Гвардии
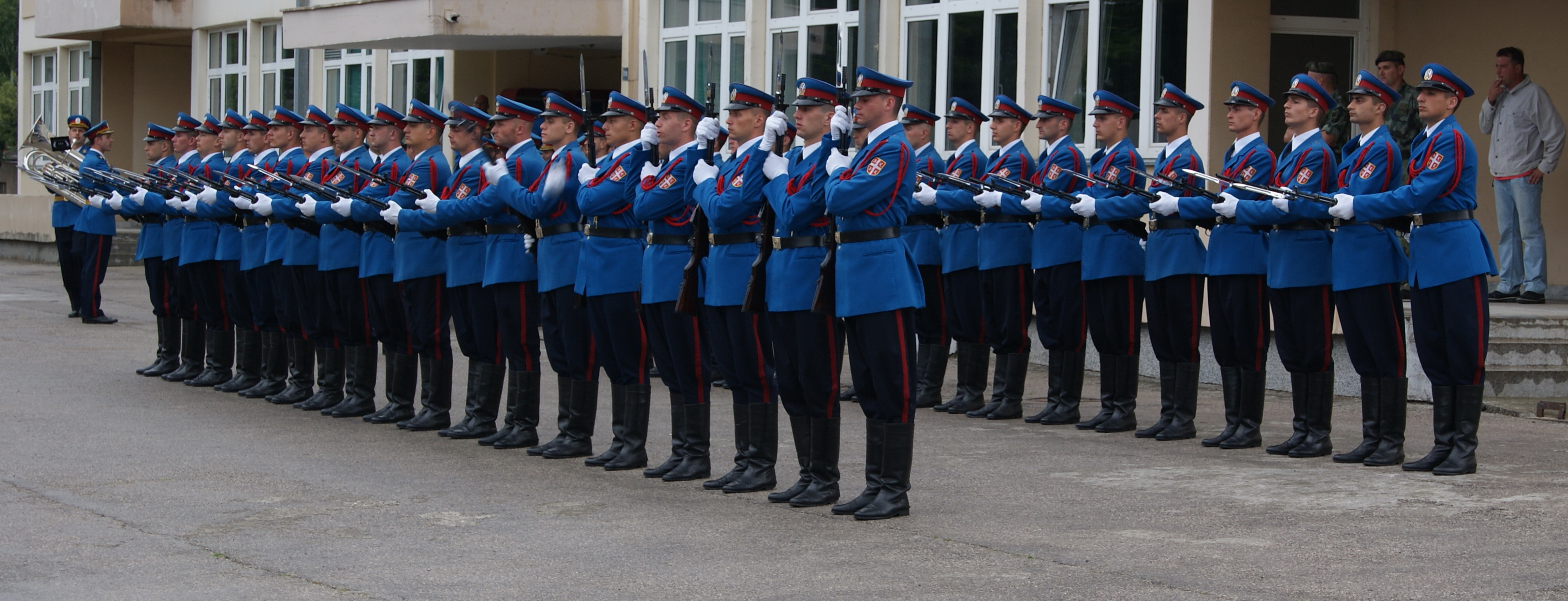
Гвардейский взвод
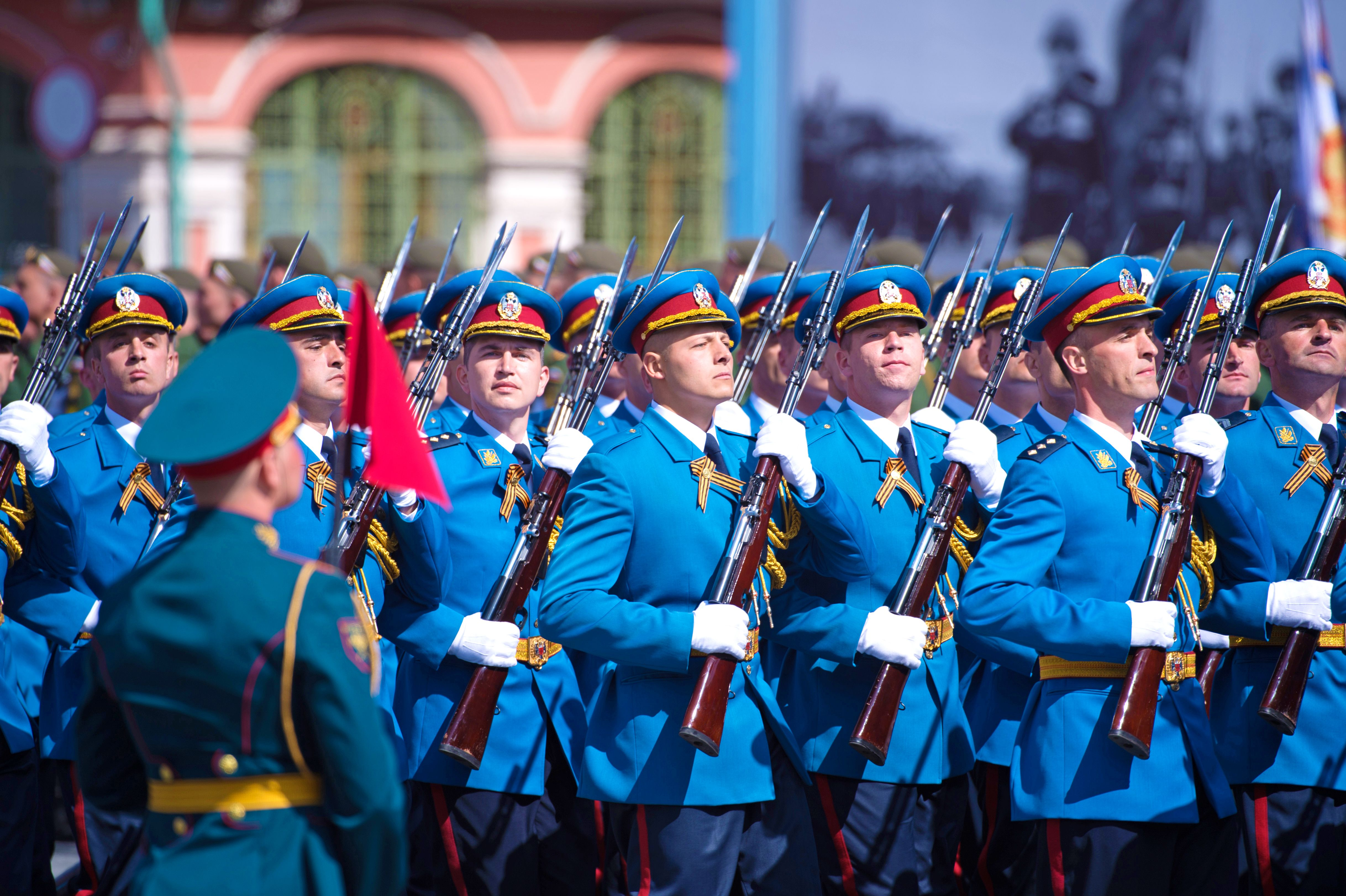
Гвардейцы на Параде Победы 2015 года в Москве
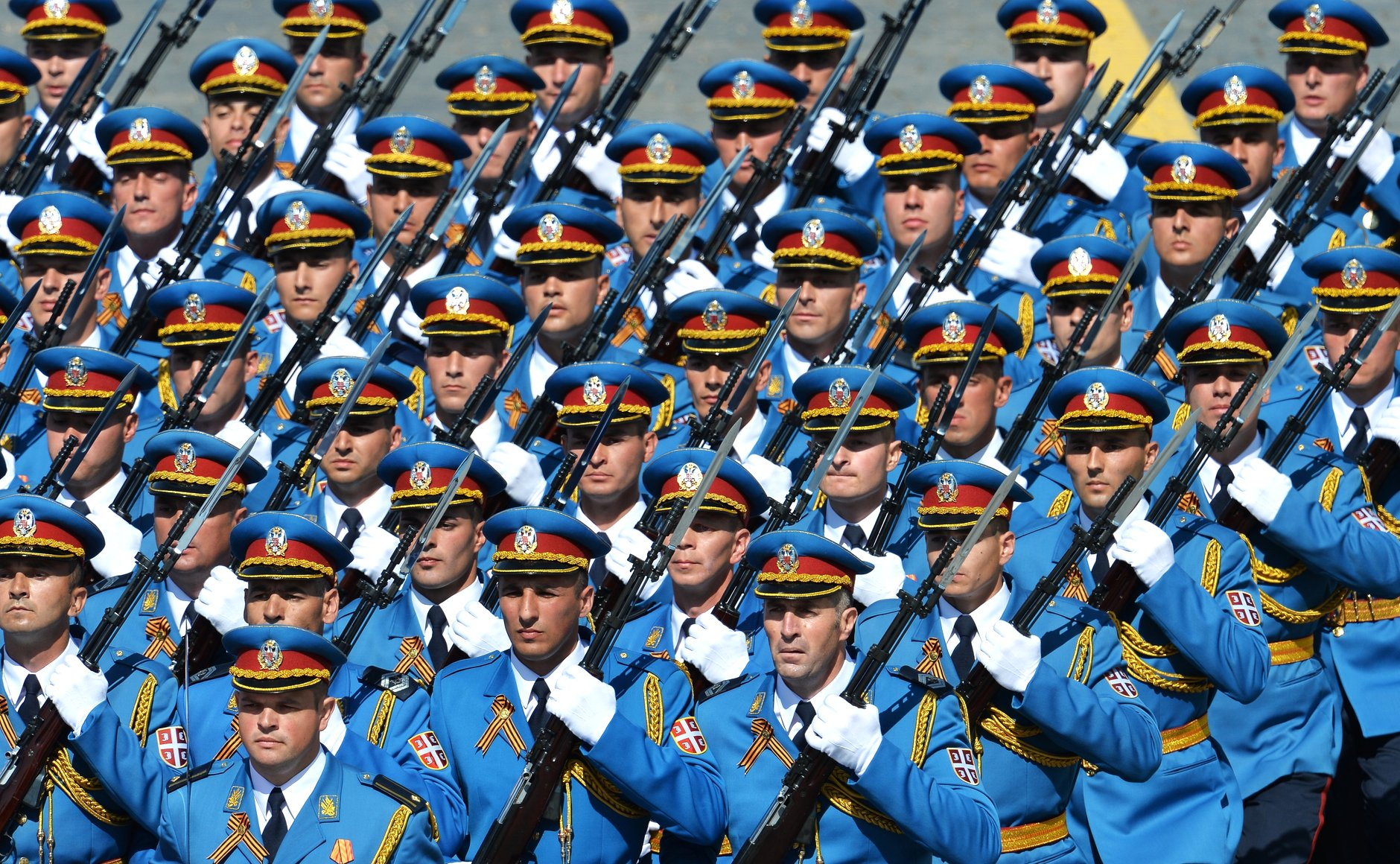
Гвардейцы на Параде Победы 2015 года в Москве
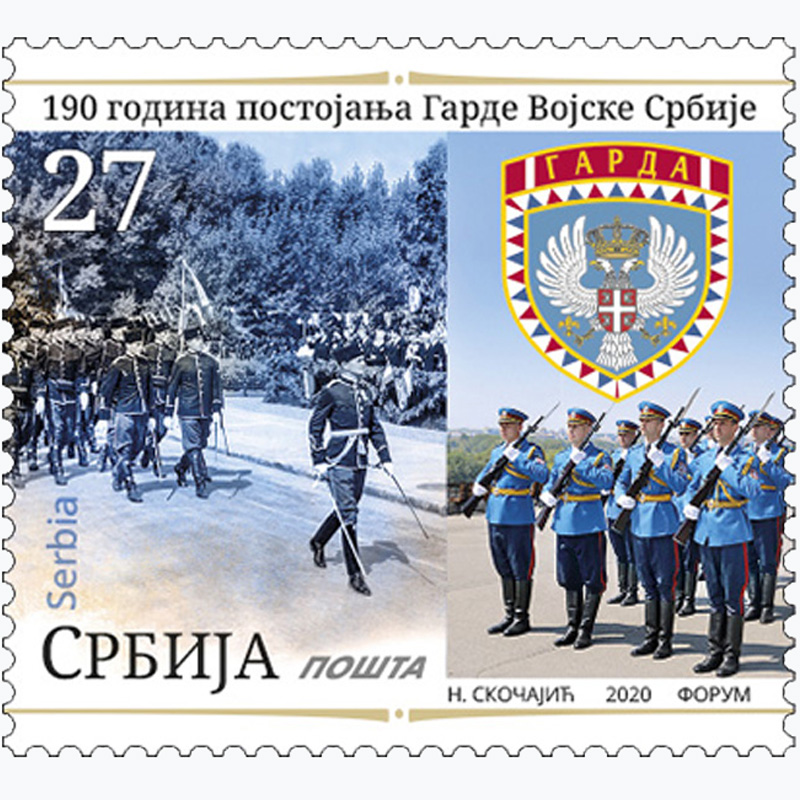
Почтовая марка Сербии, посвящённая к 190-летию со дня основания Гвардии Сербии (2020)